# Stadion Karadjordje

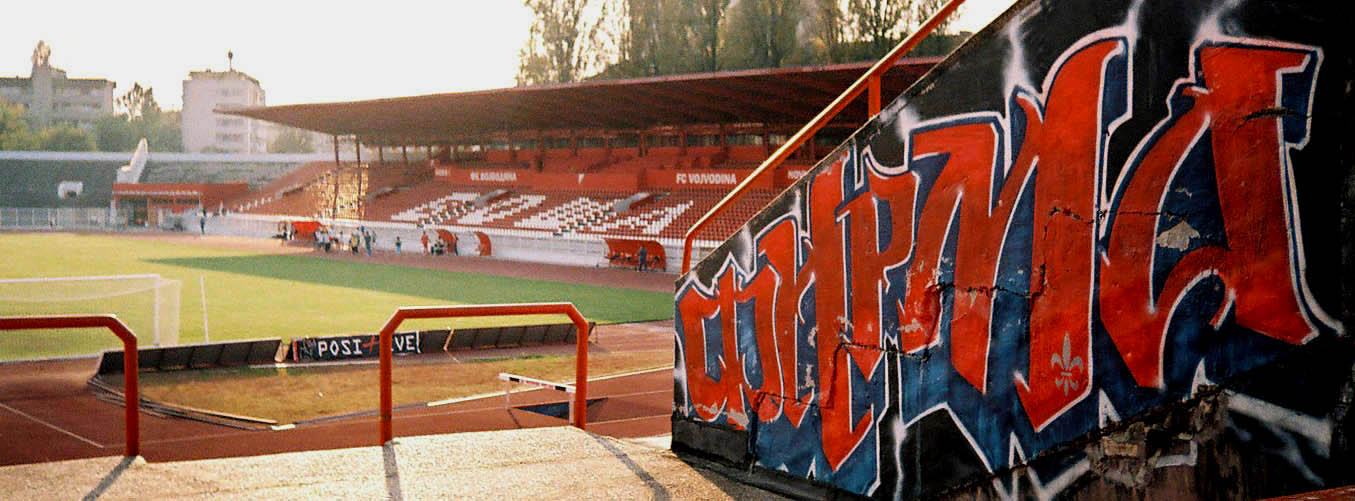
Bild på arenan

Stadion Karadjordje (serbiska: Stadion Karađorđe, Стадион Карађорђе) är FK Vojvodinas fotbollsarena där det får plats ungefär 15 000 åskådare.